# Loibersdorf (Gemeinde Pöggstall)
Loibersdorf ist eine Ortschaft und eine Katastralgemeinde der Marktgemeinde Pöggstall im Bezirk Melk in Niederösterreich. Die Ortschaft hat 76 Einwohner (1. Jänner 2024). Bis Ende 1968 war Loibersdorf eine eigenständige Gemeinde.

## Geografie
Beim nördlich von Pöggstall liegenden, unregelmäßig angelegten Straßendorf entspringt der Loibersdorfer Bach, der seitlich am Ort vorüberfließt und östlich von Pöggstall in den Weitenbach mündet. Der Ort ist nur über Nebenstraßen erreichbar.

## Geschichte
Laut Adressbuch von Österreich waren im Jahr 1938 in Loibersdorf ein Schneider, ein Wagner und einige Landwirte ansässig. Weiters gab es drei Kalköfen.
Mit 1. Jänner 1969 wurde im Zuge der Niederösterreichischen Kommunalstrukturverbesserung die bis dahin selbständige Gemeinde Loibersdorf nach Pöggstall eingemeindet.